# Vlajka Irkutské oblasti

Vlajka Irkutské oblasti
Poměr stran: 2:3

Vlajka Irkutské oblasti, jedné z oblastí Ruské federace, je tvořena listem o poměru stran 2:3 se třemi svislými pruhy – světle modrým, bílým a světle modrým (o poměru šířek 1:2:1). Uprostřed vlajky, v bílém pruhu, je emblém vycházející ze znaku oblasti. Emblém je tvořen černým babrem (babr je staré ruské, sibiřské jméno pro tygra), s červenýma očima, držícím v tlamě červeného sobola, orámovaný zeleným věncem z větví borovice sibiřské (v zákoně кедр). Borovice sibiřská je v Rusku nazývána „sibiřský cedr“ (сибирский кедр), což nekvalitní české překlady uvádějí jako rod cedr, který však na Sibiři neroste.
Modrá barva na vlajce symbolizuje vodu (jezero Bajkal, řeka Angara a další řeky oblasti), bílá čistotu úmyslů obyvatel, skromnost a bílé zimy. Větve jsou symbolem naděje, radosti a hojnosti – zelená barva symbolizuje unikátní flóru, faunu a lesní bohatství. Černá barva tygra symbolizuje prozíravost, skromnost a zármutek. Červená barva očí symbolizuje hrdinství, odvahu a nebojácnost.

## Historie
Irkutská oblast vznikla 26. září 1937. V sovětské éře oblast neužívala žádnou vlajku.
Zákonodárné shromáždění Irkutské oblasti přijalo zákon č. 30-03 „O znaku a vlajce Irkutské oblasti”, který byl podepsán 16. července 1997 a vstoupil v platnost o deset dní později.

## Vlajky rajónů Irkutské oblasti

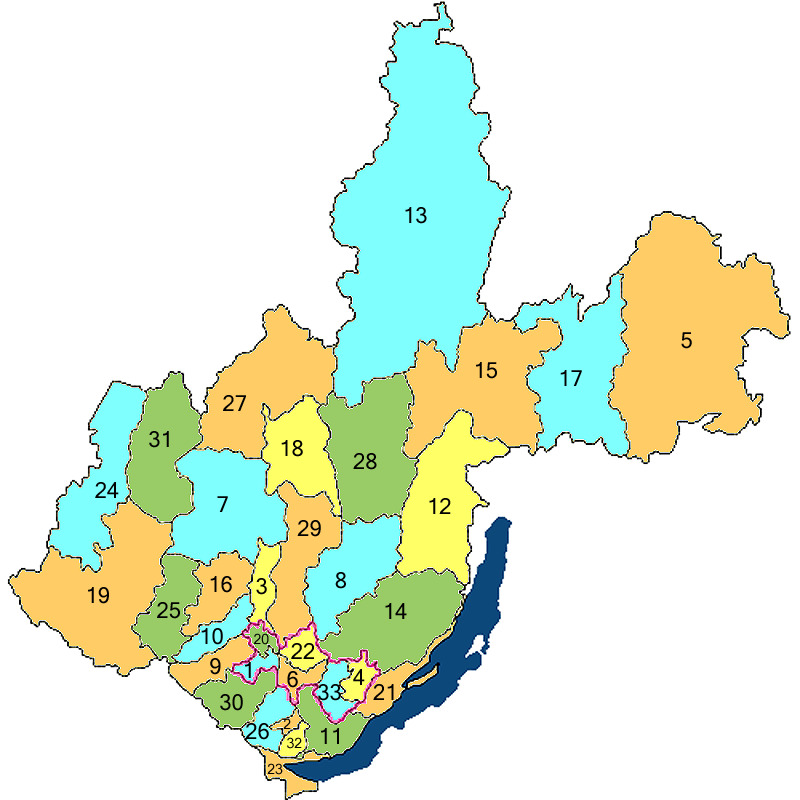
Administrativní členění Irkutské oblasti

Irkutská oblast se člení na 33 rajónů a 10 městských okruhů.

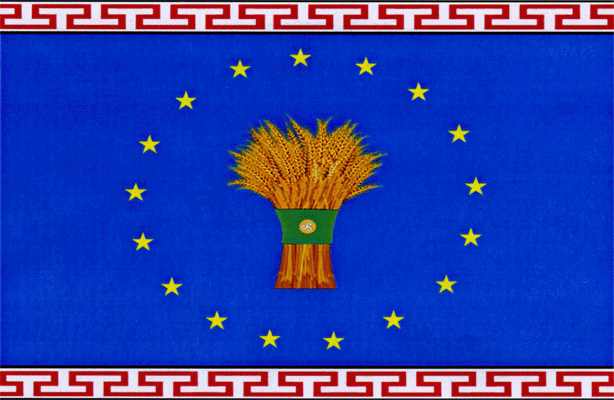
Alarský rajón (1) Poměr stran: 2:3
Balaganský rajón (3) Poměr stran: 2:3
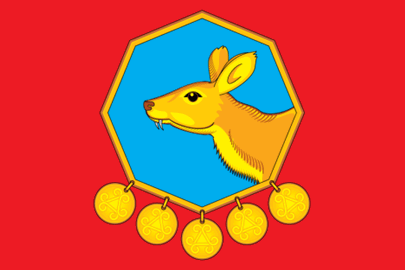
Bajandajevský rajón (4) Poměr stran: 2:3
Bodajbinský rajón (5) Poměr stran: 2:3
Bochanský rajón (6) Poměr stran: 2:3
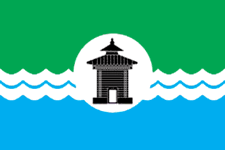
Bratský rajón (7) Poměr stran: 2:3
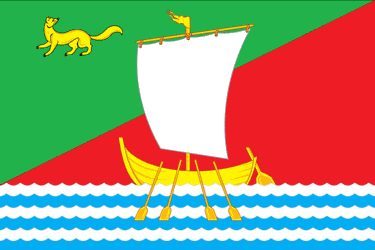
Žigalovský rajón (8) Poměr stran: 2:3
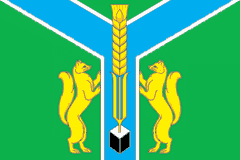
Zalarinský район (9) Poměr stran: 2:3
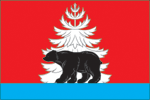
Ziminský rajón (10) Poměr stran: 2:3
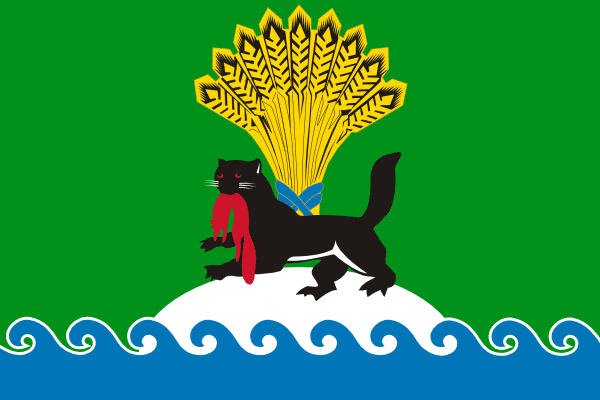
Irkutský rajón (11) Poměr stran: 2:3
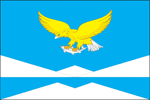
Kazačinsko-Lenský rajón (12) Poměr stran: 2:3
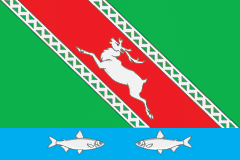
Katangský rajón (13) Poměr stran: 2:3
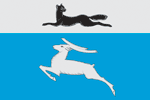
Kačugský rajón (14) Poměr stran: 2:3
Kirenský rajón (15) Poměr stran: 2:3
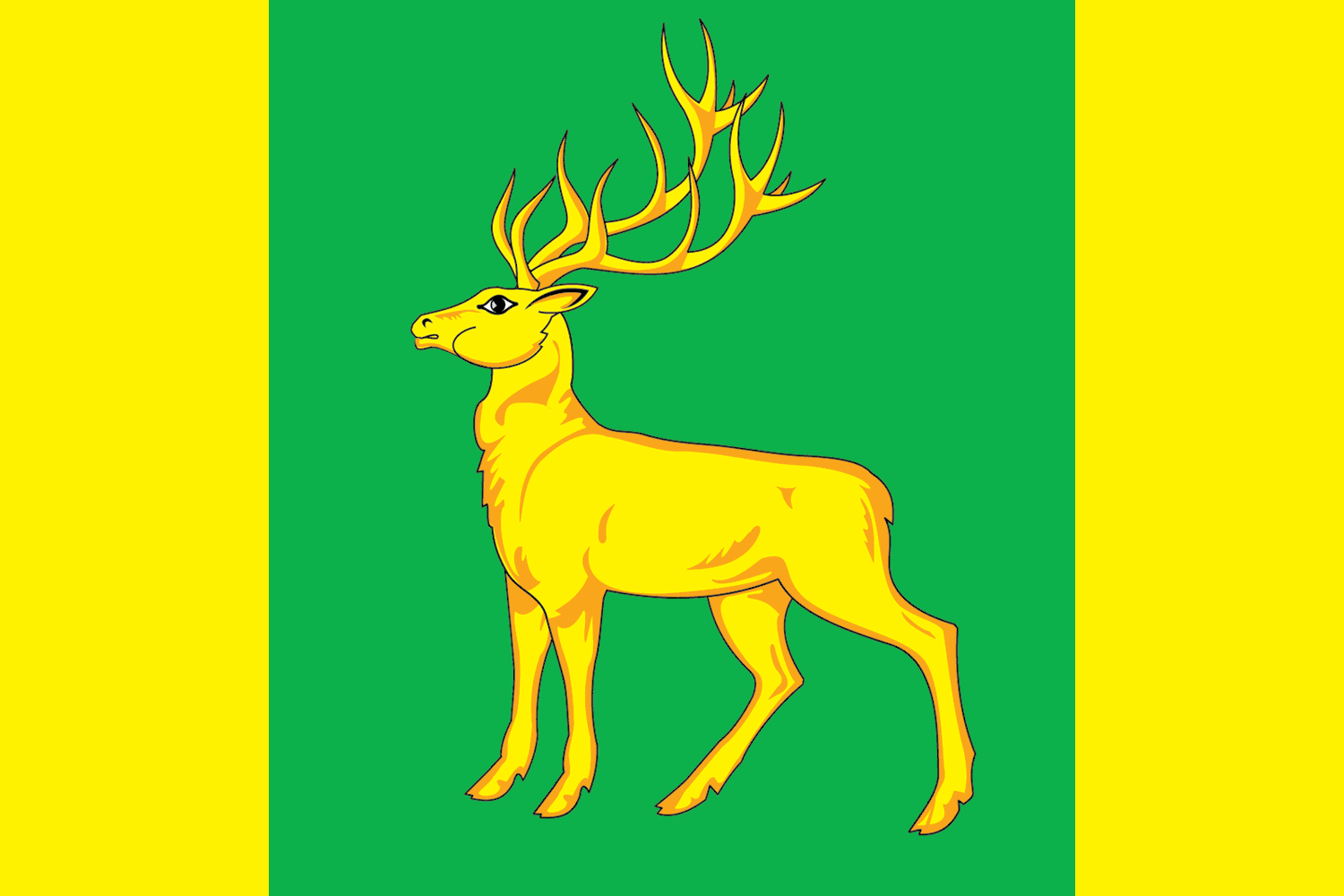
Kujtunský rajón (16) Poměr stran: 2:3
Mamsko-Čujský rajón (17) Poměr stran: 2:3
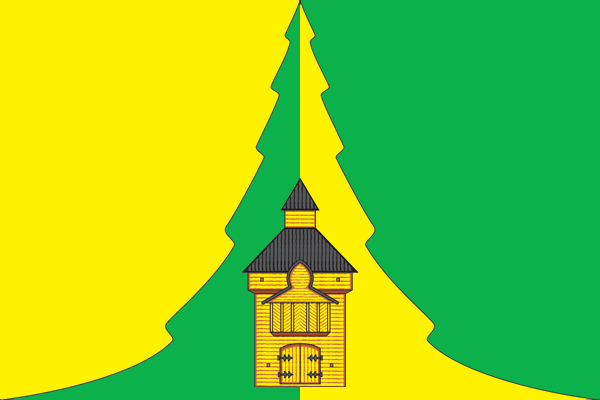
Nižněilimský rajón (18) Poměr stran: 2:3
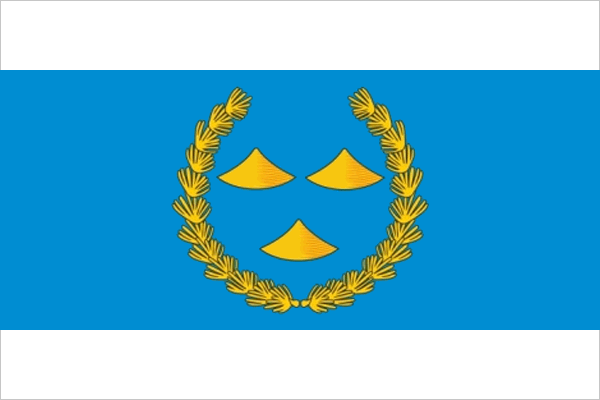
Nižněudinský rajón (19) Poměr stran: 2:3
Nukutský rajón (20) Poměr stran: 2:3
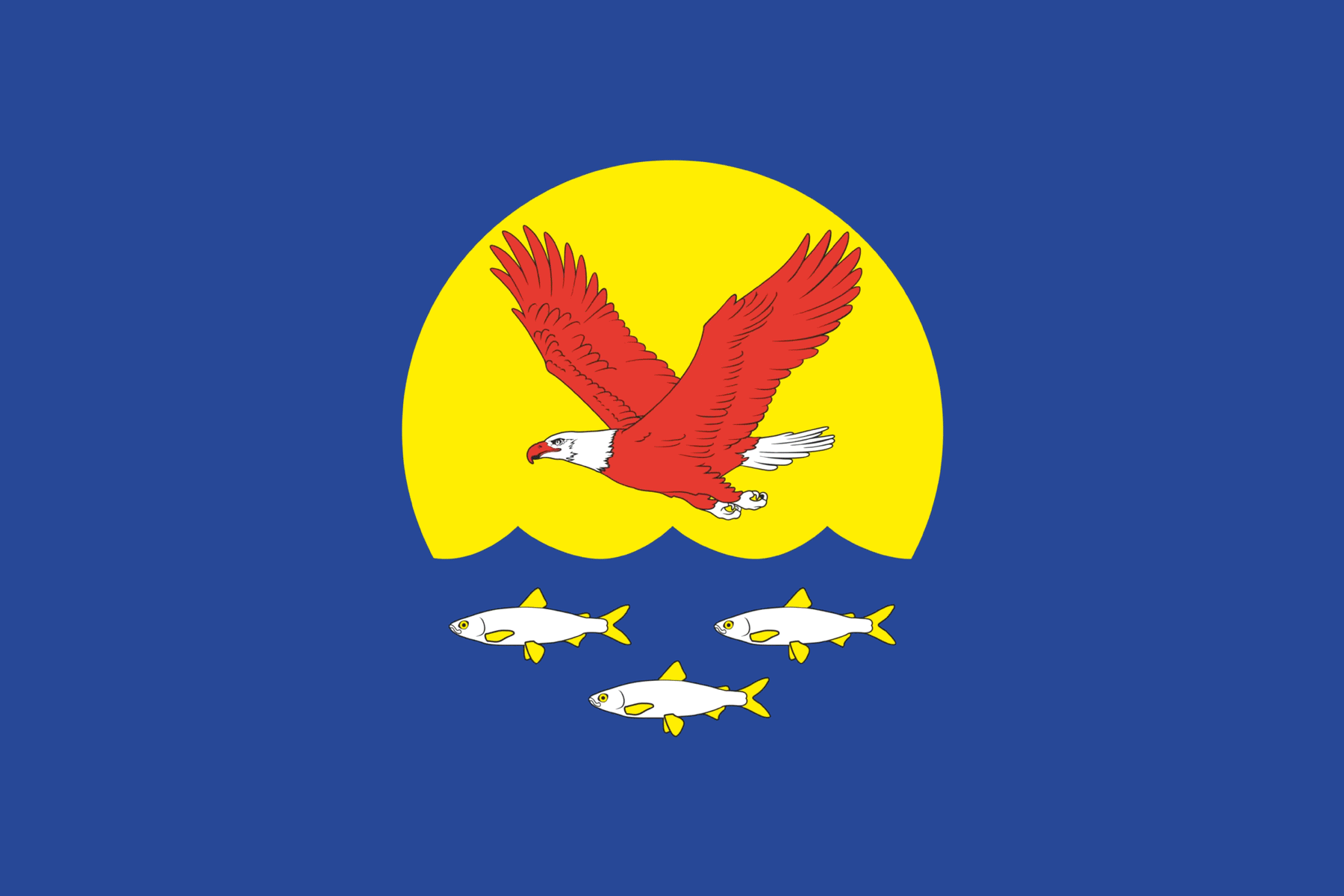
Olchonský rajón (21) Poměr stran: 2:3
Osinský rajón (22) Poměr stran: 2:3
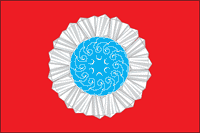
Sljudjanský rajón (23) Poměr stran: 2:3
Tajšetský rajón (24) Poměr stran: 2:3
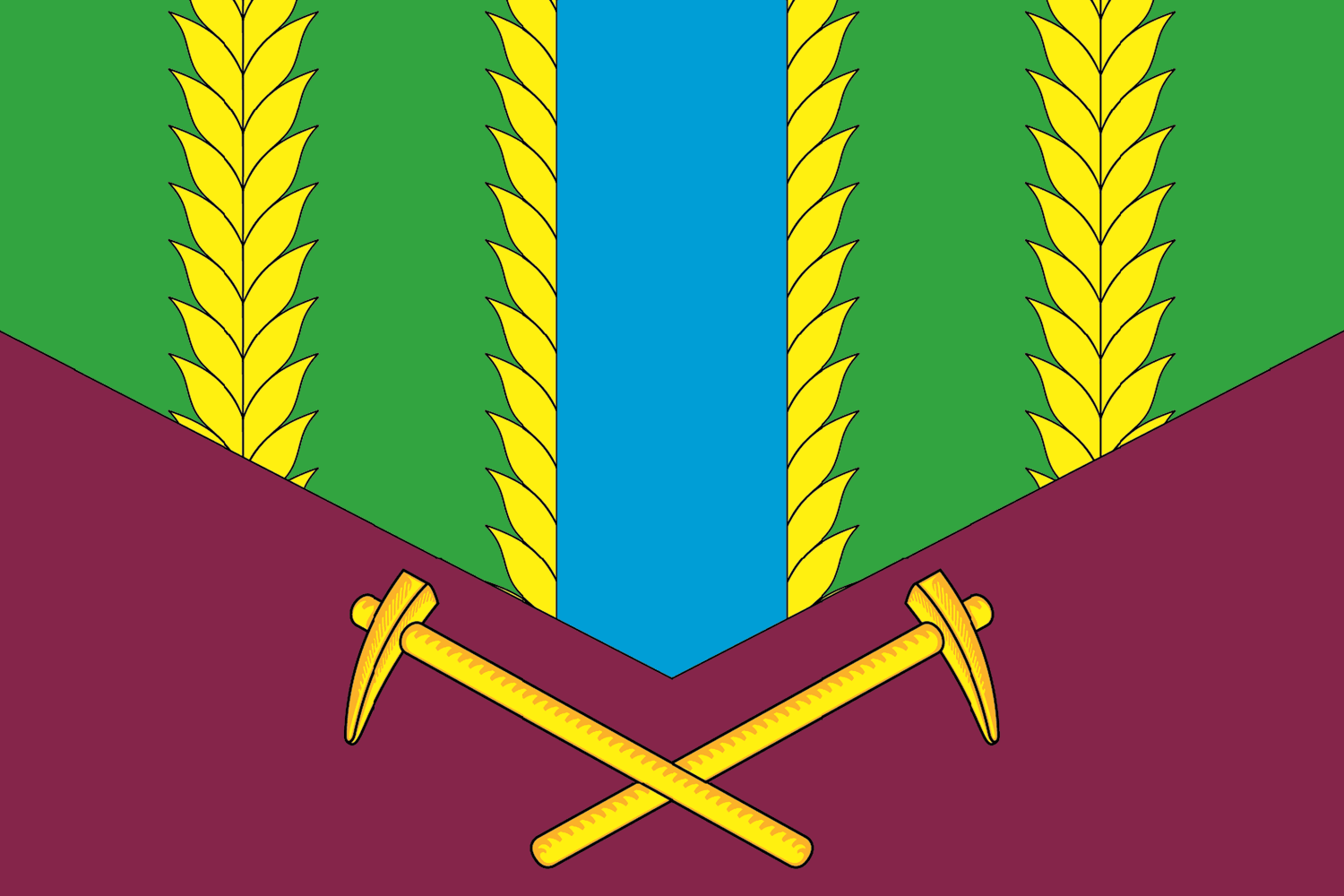
Tulunský rajón (25) Poměr stran: 2:3
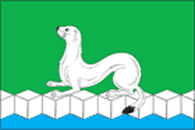
Usolský rajón (26) Poměr stran: 2:3
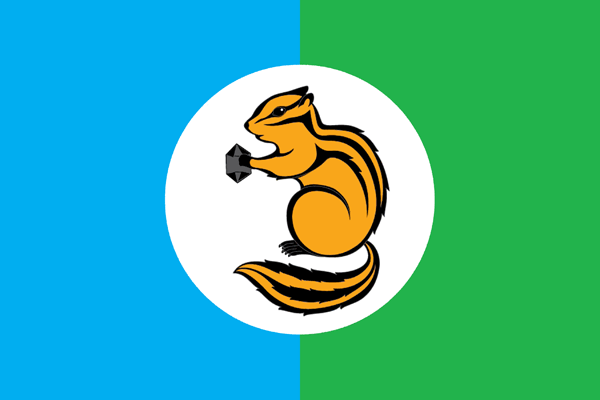
Usť-Ilimský rajón (27) Poměr stran: 2:3
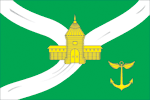
Usť-Kutský rajón (28) Poměr stran: 2:3
Usť-Udinský rajón (29) Poměr stran: 2:3
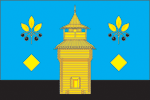
Čeremchovský rajón (30) Poměr stran: 2:3
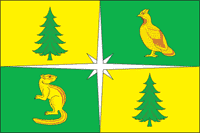
Čunský rajón (31) Poměr stran: 2:3
Šelechovský rajón (32) Poměr stran: 2:3
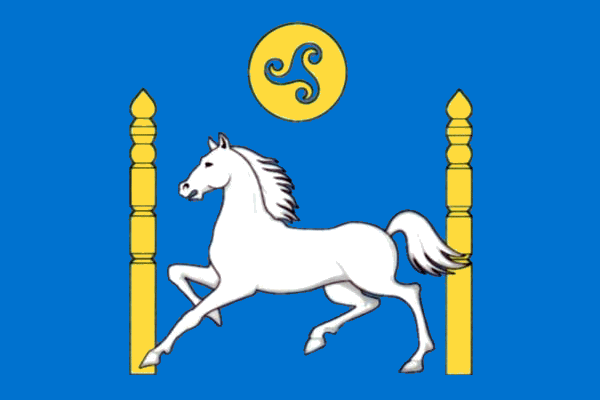
Jechirit-Bulagatský rajón (33) Poměr stran: 2:3

Městské okruhy

Irkutsk (11) Poměr stran: 2:3
Angarsk (2) Poměr stran: 2:3
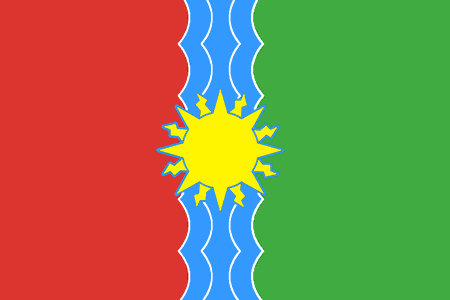
Bratsk (7) Poměr stran: 2:3
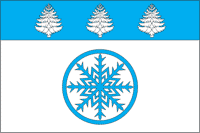
Zima (10) Poměr stran: 2:3
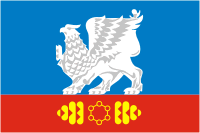
Sajansk (10) Poměr stran: 2:3
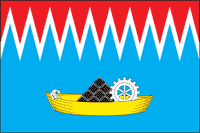
Svirsk (30) Poměr stran: 2:3
Tulun (25) Poměr stran: 2:3
Usolje-Sibirskoje (26) Poměr stran: 2:3
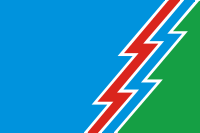
Usť-Ilimsk (27) Poměr stran: 2:3
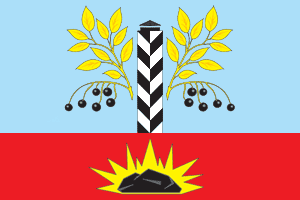
Čeremchovo (30) Poměr stran: 2:3